# Saint-Puy
Saint-Puy är en kommun i departementet Gers i regionen Occitanien i sydvästra Frankrike. Kommunen ligger i kantonen Valence-sur-Baïse som tillhör arrondissementet Condom. År 2022 hade Saint-Puy 587 invånare.

## Befolkningsutveckling
Antalet invånare i kommunen Saint-Puy
Referens:INSEE